# 韩嘉讷
韩嘉讷（?—?），元朝大臣，又作韩家讷、韩加讷，唐兀乌密人，元惠宗时中书平章政事，立智理威的次子。
至正七年（1347年），韩嘉讷担任中书省平章政事。十一月，出为陕西行台御史大夫，入朝为御史大夫。至正九年（1349年）七月，帮助监察御史斡勒海寿弹劾哈麻兄弟，得罪脱忽思皇后。韩嘉讷被罢为宣政使。改任江浙行省平章政事。脱脱担任右丞相后，韩嘉讷和别儿怯不花、太平、秃满迭儿交好，于是脱脱派人弹劾他贪赃，杖流奴尔干而死。

## 延伸阅读
[在维基数据编辑]
 《新元史/卷126》，出自柯劭忞《新元史》